# Górniczy Klub Sportowy Bełchatów 2012-2013
Questa voce raccoglie le informazioni riguardanti il Górniczy Klub Sportowy Bełchatów nelle competizioni ufficiali della stagione 2012-2013.

## Rosa
| N. |                       | Ruolo | Calciatore         |
| -- | --------------------- | ----- | ------------------ |
| 1  | Polonia (bandiera)    | P     | Adam Stachowiak    |
| 2  | Polonia (bandiera)    | D     | Grzegorz Fonfara   |
| 3  | Polonia (bandiera)    | D     | Grzegorz Baran     |
| 5  | Polonia (bandiera)    | D     | Dariusz Słomian    |
| 6  | Polonia (bandiera)    | C     | Szymon Sawala      |
| 7  | Polonia (bandiera)    | C     | Leszek Nowosielski |
| 8  | Polonia (bandiera)    | A     | Michał Mak         |
| 9  | Polonia (bandiera)    | A     | Dawid Nowak        |
| 10 | Polonia (bandiera)    | D     | Alan Stulin        |
| 11 | Polonia (bandiera)    | C     | Kamil Kosowski     |
| 12 | Polonia (bandiera)    | C     | Krzysztof Michalak |
| 14 | Croazia (bandiera)    | D     | Mate Lacić         |
| 15 | Slovacchia (bandiera) | C     | Miroslav Božok     |
| 16 | Polonia (bandiera)    | C     | Mateusz Mak        |

| N. |                      | Ruolo | Calciatore       |
| -- | -------------------- | ----- | ---------------- |
| 17 | Polonia (bandiera)   | D     | Adrian Basta     |
| 20 | Polonia (bandiera)   | A     | Paweł Buzała     |
| 21 | Nigeria (bandiera)   | C     | Joshua Balogun   |
| 23 | Polonia (bandiera)   | C     | Tomasz Wróbel    |
| 24 | Polonia (bandiera)   | D     | Maciej Wilusz    |
| 27 | Venezuela (bandiera) | D     | Raúl González    |
| 30 | Polonia (bandiera)   | C     | Kamil Wacławczyk |
| 31 | Polonia (bandiera)   | C     | Paweł Giel       |
| 32 | Polonia (bandiera)   | D     | Maciej Szmatiuk  |
| 40 | Polonia (bandiera)   | P     | Dominik Kisiel   |
| 55 | Polonia (bandiera)   | P     | Łukasz Budziłek  |
| 55 | Polonia (bandiera)   | A     | Łukasz Wroński   |
| 66 | Polonia (bandiera)   | D     | Piotr Witasik    |